# Maria Reyes Sobrinová
Maria Reyes Sobrinová (* 6. ledna 1967) je bývalá španělská atletka, která se věnovala sportovní chůzi.

## Kariéra
V roce 1985 se stala juniorskou mistryní Evropy v chůzi na 5 kilometrů. O rok později na mistrovství Evropy obsadila páté místo v závodě na dvojnásobné trati. Na světovém šampionátu v roce 1987 došla v závodě na 10 kilometrů devátá. Jejím největším úspěchem se stal titul halové mistryně Evropy v závodě na 3 kilometry chůze v roce 1988. O rok později získala na evropském halovém šampionátu v této disciplíně bronzovou medaili.